# Bobby Solo

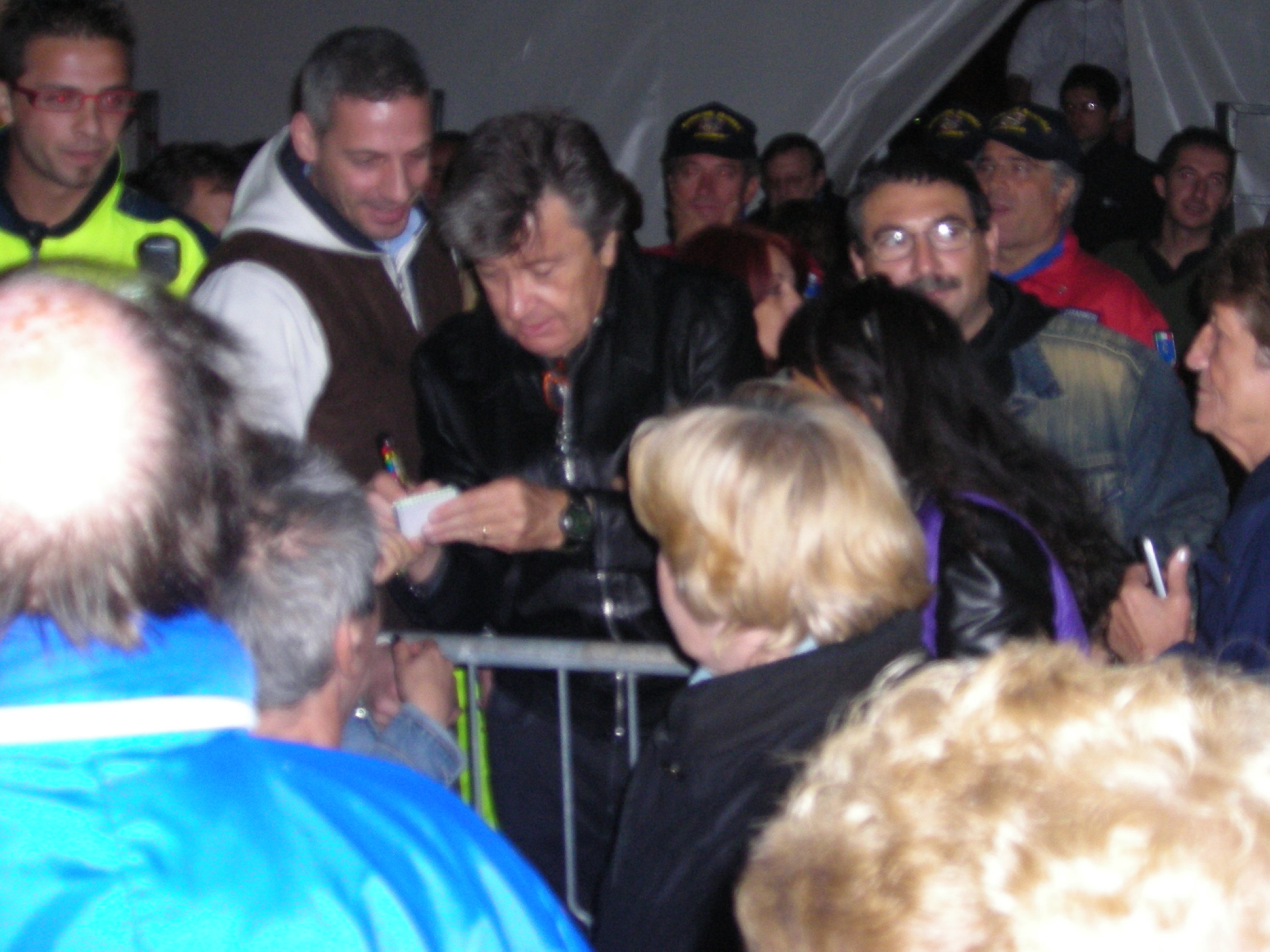
Bobby Solo (2008)

Bobby Solo (* 18. März 1945 als Roberto Satti in Rom) ist ein italienischer Rock-’n’-Roll-Musiker und Schlagersänger. Seine größten Erfolge feierte er in den 1960er-Jahren.

## Karriere
Der junge Roberto Satti fand unter dem Einfluss von Elvis Presley zur Musik. Nachdem er mit der Familie nach Mailand umgezogen war, machte er die Bekanntschaft von Franz Di Cioccio (später Gründungsmitglied der Premiata Forneria Marconi), mit dem er fortan als Rock-’n’-Roll-Duo auftrat. 1963 erhielt er seinen ersten Plattenvertrag bei Dischi Ricordi und veröffentlichte seine ersten Singles unter dem Pseudonym Bobby Solo. Schließlich wurde Gianni Ravera auf ihn aufmerksam und lud ihn als Teilnehmer zum Sanremo-Festival 1964 ein. Dort präsentierte der Musiker zusammen mit Frankie Laine Una lacrima sul viso. Aufgrund einer Rachenentzündung konnte er das Lied im Finale lediglich in Playback vortragen, wodurch es nicht für die Finalwertung berücksichtigt werden konnte. Dessen ungeachtet wurde es ein großer Erfolg und Bobby Solos erster Nummer-eins-Hit. Auf dieser Erfolgswelle begann der Musiker auch, einige deutsche Schlager zu veröffentlichen.
Nach weiteren Singleerfolgen und kleineren Filmrollen kehrte Bobby Solo 1965 nach Sanremo zurück und konnte sich diesmal mit Se piangi, se ridi den ersten Platz sichern (zusammen mit den New Christy Minstrels). Auch dieses Lied erreichte die Chartspitze in Italien und war als Ich sehe dich weinen auch in Deutschland erfolgreich. Außerdem vertrat er damit das Gastgeberland Italien beim Eurovision Song Contest 1965 in Neapel, wo es den fünften Platz erreichte. Es folgten weitere erfolgreiche Singles sowohl in Italien als auch in Deutschland. Seine Sanremo-Teilnahmen 1966 mit Questa volta (zusammen mit den Yardbirds) und 1967 (zusammen mit Connie Francis) mit Canta ragazzina endeten beide bereits vor dem Finale. 1967 gelangen ihm jedoch mit Non c’è più niente da fare durch die Fernsehserie Tutto Totò (mit Totò) und dem Cover San Francisco zwei Hits.
Zusammen mit Iva Zanicchi ging Bobby Solo 1969 erneut beim Sanremo-Festival ins Rennen. Mit Zingara gelang ihm der zweite Sieg innerhalb von fünf Jahren. Das Lied wurde auch sein dritter Nummer-eins-Hit. Doch schon bald nach diesem Erfolg wurde es ruhig um den Sänger; die Sanremo-Teilnahmen 1970 (Romantico Blues, zusammen mit Gigliola Cinquetti) und 1972 (Rimpianto) blieben weitgehend unbeachtet, 1970 hatte Bobby Solo mit Eine kleine Abschiedsträne auch seinen letzten kleineren Hit in Deutschland. Erst 1978 meldete sich der Sänger mit einer Disco-Version von Una lacrima sul viso zurück. Mit Gelosia erreichte er beim Sanremo-Festival 1980 wieder das Finale. Nach drei weiteren relativ erfolglosen Sanremo-Teilnahmen (1981 mit Non posso perderti, 1982 mit Tu stai und 1984 mit Ancora ti vorrei) gründete er zusammen mit Rosanna Fratello und Little Tony die 60er-Jahre-Revival-Gruppe RoBoT, die 1985 und 1987 zwei Coveralben veröffentlichte.
Nach langer Abwesenheit kehrte Bobby Solo 2003 nach Sanremo zurück, wo er zusammen mit Little Tony Non si cresce mai präsentierte. Im Anschluss veröffentlichten die beiden ein gleichnamiges Album. Danach blieb Bobby Solo musikalisch aktiv, mit regelmäßigen Auftritten und Veröffentlichungen.

## Diskografie

### Alben
| Jahr | Titel Musiklabel, Katalog-Nr.                        | Höchstplatzierung, Gesamtwochen, AuszeichnungChartsChartplatzierungen (Jahr, Titel, Musiklabel, Katalog-Nr., Platzierungen, Wochen, Auszeichnungen, Anmerkungen) | Anmerkungen     |
| Jahr | Titel Musiklabel, Katalog-Nr.                        | IT | Anmerkungen     |
| ---- | ---------------------------------------------------- | --- | --------------- |
| 1965 | Il secondo LP di Bobby Solo Dischi Ricordi, MRL 6045 | IT3 (17 Wo.)IT |                 |
| 2003 | Non si cresce mai StarPoint/Universal                | IT23 (5 Wo.)IT | mit Little Tony |

Weitere Alben
- 1964: Bobby Solo (Dischi Ricordi, MRL 6040)
- 1966: La Vie en rose (Dischi Ricordi, MRL 6051)
- 1966: Le canzoni del West (Dischi Ricordi, MRL 6054)
- 1967: Tutti i successi di Bobby Solo (Dischi Ricordi, MRP 9027)
- 1967: San Francisco (Dischi Ricordi, MRP 9037)
- 1968: SuperBobby (Dischi Ricordi, SMRL 6059)
- 1969: Il meglio di Bobby Solo (Dischi Ricordi, SMRP 9064)
- 1969: Bobby folk (Dischi Ricordi, SMRL 6065)
- 1972: I successi di Bobby Solo (Family, SFR-RI 621)
- 1975: Love (CGD, 69132)
- 1978: Bobby Solo 68–78 (CLS, 001)
- 1978: Duty Free (EMI Italiana, 3C064-18315)
- 1979: Una lacrima sul viso (EMI Italiana, 3C064-18361)
- 1979: Rock’n’Roll (EMI Italiana, 3C064-18390)
- 1981: Solo… Elvis (EMI Italiana, 3C064-18565)
- 1982: Bobby Solo (EMI Italiana, 3C064-18582)
- 1983: Special ’83 (EMI Italiana, 64-1186011)
- 1986: Solo… Elvis (Five Record, FM 13565)
- 1991: Rock around the rock (Pull, PL 12043)
- 1991: Rock around the rock (Pull Records, PCD 12043)
- 1995: Al roxy bar (Mercury, 528334-2)
- 1996: XV° Round (Bobby Solo Records)
- 2001: That’s Amore (Azzurra Music, TBP 11064)
- 2003: Let’s Swing (Azzurra Music, TRI 1071)
- 2004: Homemade Johnny Cash (Azzurra Music)
- 2005: The Sons of John Lee Hooker (Azzurra Music)
- 2006: La canzone del Pelotto (Warner)
- 2006: La canzone dei fans del Pelotto (Warner)
- 2006: Canzoni romane (Azzurra Music)
- 2006: Christmas with Bobby Solo (Azzurra Music)
- 2006: Il meglio di Bobby Solo (SAAR CD7518)
- 2009: Easy Jazz Neapolitan Song (Sifare)
- 2009: On the Road (Ariel)
- 2011: Bobby Christmas (Sifare)
- 2014: Muchacha (Montefeltro)
- 2015: Meravigliosa vita (Clodio)

### Italienische Singles (Auswahl)
| Jahr | Titel Album                                             | Höchstplatzierung, Gesamtwochen, AuszeichnungChartsChartplatzierungen (Jahr, Titel, Album, Platzierungen, Wochen, Auszeichnungen, Anmerkungen) | Anmerkungen                                                                                                |
| Jahr | Titel Album                                             | IT | Anmerkungen                                                                                                |
| ---- | ------------------------------------------------------- | --- | --- |
| 1964 | Una lacrima sul viso Bobby Solo                         | IT1 (21 Wo.)IT | Dischi Ricordi, SRL 10338 B-Seite: Non ne posso più                                                        |
| 1964 | Credi a me Bobby Solo                                   | IT8 (18 Wo.)IT | Dischi Ricordi, SRL 10350 B-Seite: Le cose che non ho                                                      |
| 1964 | Cristina Il secondo LP di Bobby Solo                    | IT2 (13 Wo.)IT | Dischi Ricordi, SRL 10358 B-Seite: In vita mia                                                             |
| 1965 | Se piangi, se ridi Il secondo LP di Bobby Solo          | IT1 (16 Wo.)IT | Dischi Ricordi, SRL 10366 B-Seite: Sarò un illuso                                                          |
| 1965 | Quello sbagliato Il secondo LP di Bobby Solo            | IT3 (14 Wo.)IT | Dischi Ricordi, SRL 10383 B-Seite: Lascio fare a te                                                        |
| 1965 | La casa del Signore La Vie en rose                      | IT2 (12 Wo.)IT | Dischi Ricordi, SRL 10400 B-Seite: Ringo dove vai? Original von Elvis Presley                              |
| 1966 | Questa volta Tutti i successi di Bobby Solo             | IT11 (3 Wo.)IT | Dischi Ricordi, SRL 10413 B-Seite: In un mattino senza sole                                                |
| 1966 | Per far piangere un uomo Tutti i successi di Bobby Solo | IT11 (3 Wo.)IT | Dischi Ricordi, SRL 10433 B-Seite: Luna del lunedì                                                         |
| 1967 | Non c’è più niente da fare San Francisco                | IT6 (16 Wo.)IT | Dischi Ricordi, SRL 10440 B-Seite: Serenella                                                               |
| 1967 | San Francisco                                           | IT4 (11 Wo.)IT | Dischi Ricordi, SRL 10467 B-Seite: Peek a boo Original von Scott McKenzie                                  |
| 1968 | Siesta SuperBobby                                       | IT7 (11 Wo.)IT | Dischi Ricordi, SRL 10487 B-Seite: A presto, ciao… ti amo                                                  |
| 1968 | Una granita di limone Il meglio di Bobby Solo           | IT16 (5 Wo.)IT | Dischi Ricordi, SRL 10505 B-Seite: Vaya con Dios Original: If You Can Put That in a Bottle von Peter Doyle |
| 1969 | Zingara Il meglio di Bobby Solo                         | IT1 (13 Wo.)IT | Dischi Ricordi, SRL 10527 B-Seite: Piccola ragazza triste                                                  |
| 1969 | Domenica d’agosto Il meglio di Bobby Solo               | IT22 (2 Wo.)IT | Dischi Ricordi, SRL 10545 B-Seite: Una donna che passò                                                     |
| 1970 | Romantico Blues –                                       | IT22 (3 Wo.)IT | Dischi Ricordi, SRL 10580 B-Seite: Cosa farei se andasse via                                               |
| 1980 | Gelosia –                                               | IT13 (18 Wo.)IT | B-Seite: Mia cara                                                                                          |
| 1981 | Non posso perderti –                                    | IT9 (17 Wo.)IT | B-Seite: Attenti al cuore attenti a lei                                                                    |
| 2003 | Non si cresce mai                                       | IT29 (4 Wo.)IT | mit Little Tony                                                                                            |

### Deutsche Singles (Auswahl)
| Jahr | Titel Album                                                | Höchstplatzierung, Gesamtwochen, AuszeichnungChartsChartplatzierungen (Jahr, Titel, Album, Platzierungen, Wochen, Auszeichnungen, Anmerkungen) | Anmerkungen                                                                                             |
| Jahr | Titel Album                                                | DE | Anmerkungen                                                                                             |
| ---- | ---------------------------------------------------------- | --- | --- |
| 1964 | Adios Muchacho Good Bye Buon Giorno, Signorina             | DE23 (4 Wo.)DE | CBS, 1474 B-Seite: Wenn die Rosen blühn in Roma                                                         |
| 1965 | Ich bin verliebt in dich, Christina Buon Giorno, Signorina | DE19 (11 Wo.)DE | CBS, 1654 B-Seite: Komm zu mir My Love italienische Version: Cristina                                   |
| 1965 | Ich sehe dich weinen –                                     | DE20 (6 Wo.)DE | CBS, 1720 B-Seite: Buongiorno Signorina italienische Version: Se piangi, se ridi                        |
| 1965 | Geh nicht an mir vorüber Buon Giorno, Signorina            | DE24 (8 Wo.)DE | |
| 1966 | Du hast ja Tränen in den Augen –                           | DE16 (11 Wo.)DE | CBS, 2132 B-Seite: Ich weiß, wo die Sonne scheint Original: La casa del Signore                         |
| 1966 | Es fällt mir so schwer –                                   | DE31 (6 Wo.)DE | CBS, 2317 B-Seite: Warum soll ich Abschied nehmen                                                       |
| 1966 | Vielleicht kannst du mich jetzt versteh’n –                | DE38 (2 Wo.)DE | CBS, 2290 B-Seite: Wenn ich in deine Augen seh’ Original: Anything That’s Part of You von Elvis Presley |
| 1969 | Bella bella Marie –                                        | DE30 (7 Wo.)DE | CBS, 3796 B-Seite: Blau war die Sternennacht                                                            |
| 1970 | Eine kleine Abschiedsträne –                               | DE36 (2 Wo.)DE | CBS, 4486 B-Seite: Immer wieder lieb’ ich dich                                                          |

## Filmografie
- 1964: Una lacrima sul viso – Regie: Ettore Maria Fizzarotti
- 1965: Viale della canzone – Regie: Tullio Piacentini
- 1967: La più bella coppia del mondo – Regie: Camillo Mastrocinque
- 1968: Donne… botte e bersaglieri – Regie: Ruggero Deodato
- 1969: Zingara – Regie: Mariano Laurenti
- 1983: “FF.SS.” – Cioè: “…che mi hai portato a fare sopra a Posillipo se non mi vuoi più bene?” – Regie: Renzo Arbore

## Belege
1. ↑  Chartquellen (Alben):
  - Guido Racca: M&D Borsa Album 1964-2019. Selbstverlag, 2019, ISBN 978-1-09-470500-2, S. 282.
  - Guido Racca & Chartitalia: Top 100 FIMI Album. Lulu, 2013, S. 169.
2. ↑  Chartquellen (Singles):
  - Guido Racca: M&D Borsa Singoli 1960-2019. Selbstverlag, 2019, ISBN 978-1-09-326490-6, S. 392 f.
  - Guido Racca & Chartitalia: Top 100 FIMI Singoli. Lulu, 2013, S. 112.
3. ↑  Bobby Solo. In: Offizielle deutsche Charts. GfK Entertainment, abgerufen am 23. Mai 2020.

| Personendaten    | Personendaten                                          |
| ---------------- | ------------------------------------------------------ |
| NAME             | Solo, Bobby                                            |
| ALTERNATIVNAMEN  | Satti, Roberto (Geburtsname)                           |
| KURZBESCHREIBUNG | italienischer Rock-’n’-Roll-Musiker und Schlagersänger |
| GEBURTSDATUM     | 18. März 1945                                          |
| GEBURTSORT       | Rom                                                    |